# Кольцо непорочности

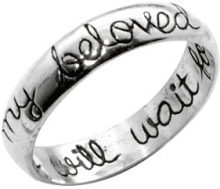
Кольцо непорочности из стерлингового серебра

Кольцо непорочности (англ. purity ring, варианты: кольцо чистоты, кольцо целомудрия, или кольцо воздержания) — символ целомудрия, первоначально выполнявшийся в виде серебряного кольца (сейчас используются и иные металлы), носимого людьми (юношами и девушками) до свадьбы. Практика носить «кольца непорочности» возникла в США в 1990-х годах среди мормонов и иных христианских групп, выступающих за воздержание от добрачного секса, впоследствии распространилась и в других странах. В настоящее время нет выраженной привязки ношения кольца непорочности к практике какой-либо из религиозных групп или конфессий, хотя в целом имеется связь с христианством (в США его носят и молодые люди, принадлежащие к иным религиям или атеисты).
Ношение кольца непорочности, как правило, сопровождается религиозной клятвой хранить девственность до брака. Обряд ношения кольца непорочности является частью политики воспитания, известной как «половое просвещение, ограниченное воздержанием». Те, кто носит или поощряет ношение этих колец, утверждают, что это единственный эффективный способ сохранить девственность до брака.
Церемония приношения клятвы хранить целомудрие до брака и вручение давшим клятву колец непорочности называется «бал непорочности». Чаще всего церемония проводится с двенадцатилетними девочками, которые клянутся сохранить невинность до свадьбы, а их отцы, в свою очередь, клянутся «блюсти семейные ценности и следить за непоколебимостью моральных устоев перед лицом Господа». В основном, практика носить кольцо непорочности распространена у консервативных и набожных жителей Америки, в частности, у мормонов. Кольцо носится на безымянном пальце той руки, на которую в культуре носящего надевается обручальное кольцо.
Дэвид Барио из «Columbia News Service» писал:
Во время правления президента Буша, организации, которые пропагандируют воздержание и поощряют подростков надеть кольца непорочности, получили государственные гранты.

«The Silver Ring Thing», дочерняя компания евангельской церкви в Пенсильвании, которая занимается продажей и распространением колец непорочности в США и заграницей, получила более $1 млн от правительства.
В 2005 году Американский союз защиты гражданских свобод из Массачусетса выдвинул обвинения против программы выдачи грантов проектам, которые занимаются пропагандой ношения колец непорочности, утверждая, что данная программа не является светской, а следовательно, не имеет права на федеральное финансирование.
Многие американские знаменитости, в том числе Майли Сайрус, Селена Гомес, Джессика Симпсон и музыкальный коллектив Jonas Brothers носили кольца непорочности.

## В массовой культуре
- В эпизоде «Кольцо» американского сатирического сериала «Южный парк» высмеивалась идея колец непорочности, которую с помощью группы «Jonas Brothers» «Дисней» продвигал, чтобы избежать обвинений в пропаганде секса.